# Società Polisportiva Ars et Labor 1935-1936
Questa voce raccoglie le informazioni riguardanti la Società Polisportiva Ars et Labor nelle competizioni ufficiali della stagione 1935-1936.

## Stagione
La terza stagione consecutiva di Serie B è fatale ai colori biancoazzurri che vengono ammainati solo dopo una, calcisticamente drammatica, coda di spareggi. 
In questa stagione 1935-1936 la società è presieduta da Giovanni Argazzi, che ha richiamato a Ferrara l'allenatore ungherese György Hlavay. Per arrivare al porto della salvezza occorre un grosso sforzo, perché a causa di una nuova ristrutturazione dei quadri che porterà la Serie B da 18 a 16 squadre sono previste ben sei retrocessioni. La squadra ferrarese non cambia molto e affida le sorti offensive ai confermati Savino Bellini, Gino Bolognese, Giordano Varoli, oltre all'ex veronese Mario Patuzzi. 
Nel primo spareggio con la Pistoiese, la reazione è tardiva ed il gol di Bellini non basta. Con l'acqua alla gola gli spallini sifdano a Firenze il Viareggio: la netta sconfitta rimediata contro i toscani, che poi si salveranno battendo anche la Pistoiese, condanna la SPAL alla Serie C.

## Rosa
| N. |                   | Ruolo | Calciatore            |
| -- | ----------------- | ----- | --------------------- |
|    | Italia (bandiera) | C     | Ancillotto Ancillotti |
|    | Italia (bandiera) | A     | Aldo Barbieri         |
|    | Italia (bandiera) | C     | Nello Bechelli        |
|    | Italia (bandiera) | A     | Savino Bellini        |
|    | Italia (bandiera) | C     | Francesco Bergonzoni  |
|    | Italia (bandiera) | A     | Gino Bolognese        |
|    | Italia (bandiera) | C     | Odino Bonora          |
|    | Italia (bandiera) | A     | Antonio Budini        |
|    | Italia (bandiera) | D     | Cesare Cambi          |
|    | Italia (bandiera) | P     | Enzo Caselli          |
|    | Italia (bandiera) | P     | Antonio Cazzanelli    |

| N. |                   | Ruolo | Calciatore           |
| -- | ----------------- | ----- | -------------------- |
|    | Italia (bandiera) | D     | Ermelindo D'Agostini |
|    | Italia (bandiera) | C     | Alcide Dalla Fina    |
|    | Italia (bandiera) | C     | Dante Ferraresi      |
|    | Italia (bandiera) | D     | Bruno Longo          |
|    | Italia (bandiera) | D     | Luigi Olasi          |
|    | Italia (bandiera) | D     | Renato Pasquinucci   |
|    | Italia (bandiera) | C     | Mario Patuzzi        |
|    | Italia (bandiera) | D     | Primo Piva           |
|    | Italia (bandiera) | A     | Silvio Rinaldi       |
|    | Italia (bandiera) | A     | Giuseppe Ugolini     |
|    | Italia (bandiera) | A     | Giordano Varoli      |

## Risultati

### Serie B

#### Girone di andata
| Arbitro: | Carminati (Milano) |

|                                               |           |  |
| Montanari 14’ Arcari IV 50’ Costanzo 75’, 76’ | Marcatori |  |

| Arbitro: | Levrero (Genova) |

|               |           |            |
| Bolognese 58’ | Marcatori | 76’ Romano |

| L'Aquila 29 settembre 1935 3ª giornata | Aquila          | 0 – 0 | SPAL | Stadio XXVIII ottobre\| Arbitro: \| Marini (Verona) \| |
| Arbitro:                               | Marini (Verona) |       |      |                                                        |

| Arbitro: | Celano (Roma) |

|                                |           |             |
| Bellini 16’, 70’ Bolognese 22’ | Marcatori | 27’ Mazzoli |

| Arbitro: | Fois (Roma) |

|           |           |  |
| Rossi 44’ | Marcatori |  |

| Arbitro: | Mauri (Como) |

|                                           |           |                           |
| Bolognese 11’, 30’ Varoli 16’ Bellini 85’ | Marcatori | 20’ Angelini 43’ Lemmetti |

| Arbitro: | Caironi (Milano) |

|                                       |           |             |
| Eusebio 20’ Guastini 68’ Lombardi 80’ | Marcatori | 40’ Bellini |

| Arbitro: | Pirovano (Monza) |

|                            |           |                       |
| Bellini 14’, 43’, 75’, 82’ | Marcatori | 10’ Cavani 79’ Pacini |

| Arbitro: | Curradi (Firenze) |

|                                                               |           |                    |
| Nicolosi 14’ (rig.), 67’ (rig.) Finotto 44’ Casanova 55’, 63’ | Marcatori | 57’ (rig.) Bellini |

| Arbitro: | Scotto (Savona) |

|                             |           |             |
| Ferretti 31’, 49’ Gerbi 85’ | Marcatori | 60’ Patuzzi |

| Arbitro: | Gondola (Monfalcone) |

|                              |           |           |
| Patuzzi 46’, 71’ Bellini 59’ | Marcatori | 40’ Manni |

| Arbitro: | Salvagno (Trieste) |

|                    |           |           |
| Bellini 17’ (rig.) | Marcatori | 12’ Guidi |

| Arbitro: | Bertone (Torino) |

|                |           |  |
| Ferrari II 26’ | Marcatori |  |

| Arbitro: | Casati (Como) |

|                |           |               |
| Ancillotti 24’ | Marcatori | 59’ Romagnolo |

| Arbitro: | Dellarole (Vercelli) |

|              |           |  |
| Antonini 29’ | Marcatori |  |

| Arbitro: | Moretti (Genova) |

|                                                       |           |  |
| Bellini 16’, 61’ (rig.) Barbieri 19’ Patuzzi 52’, 56’ | Marcatori |  |

| Arbitro: | Soliani (Genova) |

|                           |           |             |
| Viani 4’ (25) Biagini 31’ | Marcatori | 75’ Bellini |

#### Girone di ritorno
| Arbitro: | Salvatori (Roma) |

|  |           |              |
|  | Marcatori | 50’ Magnozzi |

| Arbitro: | Piccoli (Torino) |

|                             |           |  |
| Dondi 57’ Rizzotti 76’, 82’ | Marcatori |  |

| Arbitro: | Pirovano (Monza) |

|                         |           |              |
| Bellini 30’ Patuzzi 50’ | Marcatori | 51’ Brindisi |

| Arbitro: | Pizziolo (Firenze) |

|  |           |             |
|  | Marcatori | 25’ Patuzzi |

| Arbitro: | Moretti (Genova) |

|                                |           |             |
| Patuzzi 40’, 85’ Bolognese 81’ | Marcatori | 77’ Marsico |

| Arbitro: | Mazza (Torre del Greco) |

|                        |           |             |
| Lenzi 32’ Cappelli 76’ | Marcatori | 84’ Patuzzi |

| Ferrara 8 marzo 1936 24ª giornata | SPAL        | 0 – 0 | Pistoiese | Campo Littorio\| Arbitro: \| Rosa (Roma) \| |
| Arbitro:                          | Rosa (Roma) |       |           |                                             |

| Arbitro: | Bertolio (Torino) |

|             |           |  |
| Mazzoni 33’ | Marcatori |  |

| Arbitro: | Salvagno (Trieste) |

|               |           |  |
| Bolognese 62’ | Marcatori |  |

| Arbitro: | Saracini (Ancona) |

|                                    |           |  |
| Varoli 28’, 35’ Bolognese 57’, 70’ | Marcatori |  |

| Arbitro: | Bertone (Torino) |

|                                                   |           |               |
| Renoldi 14’ Cristina 51’ Baccarini 61’ Macchi 68’ | Marcatori | 7’ Ancillotti |

| Arbitro: | Bevilacqua (Viareggio) |

|                          |           |               |
| Cominelli 18’ Longhi 44’ | Marcatori | 50’ Bolognese |

| Arbitro: | Salvagno (Trieste) |

|                                         |           |               |
| Bellini 2’ Varoli 8’, 33’ Bolognese 65’ | Marcatori | 47’ Massiglia |

| Arbitro: | Sassi (Roma) |

|                        |           |  |
| Degara 9’ Casalino 20’ | Marcatori |  |

| Arbitro: | Mauri (Como) |

|  |           |           |
|  | Marcatori | 65’ Busin |

| Arbitro: | Mattea (Torino) |

|                               |           |                                                  |
| Biagi 19’ Conti 35’, 39’, 83’ | Marcatori | 26’ Patuzzi 38’ Varoli 56’ Bolognese 66’ Bellini |

| Arbitro: | Salvagno (Trieste) |

|  |           |                                      |
|  | Marcatori | 10’, 57’ Viani 63’ Biagini 71’ Coppa |

#### Spareggi salvezza
| Arbitro: | Pirovano (Monza) |

|                         |           |             |
| Cavazza 4’ Lombardi 48’ | Marcatori | 73’ Bellini |

| Arbitro: | Dattilo (Roma) |

|                                                   |           |                |
| Lippi 6’, 53’ Angelini 17’ Cappelli 32’, 38’, 46’ | Marcatori | 85’ Ancillotti |

| 28 giugno 1936 3ª giornata | Foggia | – | SPAL |  |